# Fritz Spira
Fritz Spira (né Jakob Spira le 1er août 1877 à Vienne, Autriche-Hongrie; mort en 1943 à Ruma, Yougoslavie occupée) fut un acteur autrichien de cinéma et de théâtre.

## Biographie
Fritz Spira fut un élève de l'Académie de musique et d'arts du spectacle de Vienne.
À cause de ses origines juives, Fritz Spira dut fuir l'Allemagne nazie en 1933 pour son Autriche natale après un détour par la Pologne. Après l'Anschluss, il tenta de partir mais fut arrêté. Il serait mort dans un camp de concentration.
Marié à Lotte Spira (en), Fritz Spira fut le père de Camilla Spira et Steffie Spira (en). Camilla aurait survécu à l'Holocauste parce que sa mère aurait juré que Fritz n'était pas son vrai père,.

## Filmographie partielle
- 1918 : Ferdinand Lassalle
- 1928 : Le Destin des Habsbourg
- 1930 : Aimé des dieux
- 1930 : Anny... music-hall (Die vom Rummelplatz) de Karel Lamač